# Henry Watson Fowler
Henry Watson Fowler (10 de març de 1858 - 26 de desembre de 1933) va ser un professor anglès, lexicògraf i comentarista de l'ús de l'idioma anglès. Va ser especialment conegut per la seva obra A Dictionary of Modern English Usage i per la seva tasca en el Concise Oxford Dictionary. El diari The Times el va anomenar "un geni lexicogràfic".
Després d'assistir a la Universitat d'Oxford, Fowler va fer de professor d'escola durant molts anys. Després va treballar com a escriptor independent i periodista a Londres, però sense gaire èxit. A partir de 1906, en una societat amb el seu germà Francis, va començar a publicar llibres sobre gramàtica seminal, estil i lexicografia. Després de la mort del seu germà el 1918, va completar les obres en les que estaven col·laborant i en va editar unes quantes més.

## Obres publicades

### Llibres
- More Popular Fallacies. Londres: Elliot Stock, 1904.
- Sentence Analysis. Oxford: Clarendon Press, 1906.
- Si Mihi! Londres: Brown, Langham, 1907. Reeditat com If Wishes Were Horses. Londres: George Allen & Unwin, 1929.
- Between Boy and Man. Londres: Watts, 1908.
- A Dictionary of Modern English Usage. Oxford: Clarendon Press, 1926.
- Some Comparative Values. Oxford: Blackwell, 1929.
- Rhymes of Darby to Joan. Londres: J. M. Dent & Sons, 1931.
- Amb W. Little; J. Coulson. Shorter Oxford English Dictionary. Oxford: Clarendon Press, 1933.
- Amb F. G. Fowler:

- Traducció de The Works of Lucian. Oxford: Clarendon Press, 1905.
- The King's English. Oxford: Clarendon Press, 1906.
- The King's English, edició abreujada. Oxford: Clarendon Press, 1908.
- Concise Oxford Dictionary. Oxford: Clarendon Press, 1911 [2a edició, 1929].
- Pocket Oxford Dictionary. Oxford: Clarendon Press, 1924.

### Articles
- "Books We Think We Have Read". The Spectator, 20 de gener de 1900.
- "Outdoor London". The Anglo-Saxon Review, juny de 1901.
- "Irony and Some Synonyms". The Gentleman's Magazine, octubre de 1901, 378.
- "Quotation". Longman's Magazine, gener de 1901, 241.
- "On Hyphens, 'Shall' & 'Will', 'Should' 'Would' in the Newspapers of Today". Society for Pure English, Tract 6. Oxford: Clarendon Press, 1921.
- "Note on 'as to'". Society for Pure English Tract 8. Oxford: Clarendon Press, 1922.
- "Grammatical Inversions". Society for Pure English Tract 10. Oxford: Clarendon Press, 1923.
- "Preposition at End". Society for Pure English Tract 14. Oxford: Clarendon Press, 1923.
- "Split Infinitive, &c." Society for Pure English Tract 15. Oxford: Clarendon Press, 1923.
- "Subjunctives". Society for Pure English Tract 18. Oxford: Clarendon Press, 1924.
- "Notes on fasci, fascisti, broadcast(ed)". Society for Pure English Tract 19. Oxford: Clarendon Press, 1925.
- "Italic, Fused Participles, &c." Society for Pure English Tract 22. Oxford: Clarendon Press, 1925.
- "Ing". Society for Pure English Tract 26. Oxford: Clarendon Press, 1927.
- "Comprise". Society for Pure English Tract 36. Oxford: Clarendon Press, 1925.[1]